# Unterseeboot type U 127
L'Unterseeboot type U 127 est une classe de sous-marins océaniques de la marine impériale allemande pendant la Première Guerre mondiale. Au total, douze unités de cette classe ont été construites, mais seules deux ont été achevées. Ils étaient en service dans la marine impériale allemande en 1918, et aucun n’a été perdu pendant la guerre. Après la guerre, un sous-marin a été affecté à la France et un à la Grande-Bretagne. Les autres ont été mis au rebut.

## Conception
La classe était divisée en trois groupes légèrement différents, qui disposaient de diverses combinaisons de canons de pont. Certains n’en possédaient qu’un seul, d’autres avaient deux canons de 10,5 cm SK L/45. Tous étaient armés de six tubes lance-torpilles de 500 mm (quatre à l’avant, deux à l’arrière) avec une réserve de 14 torpilles. Leur groupe motopropulseur était constitué de deux moteurs Diesel d’une puissance de 3500 ch, de deux moteurs Diesel auxiliaires d’une puissance de 900 ch et de deux groupes électrogènes Diesel d’une puissance de 1690 ch, qui entraînaient deux arbres d'hélice. La vitesse maximale était de 17 nœuds en surface et de 8,1 nœuds sous la surface. L’autonomie était de 10000 milles marins (19000 km) à une vitesse de croisière de 8 nœuds en surface et de 50 milles marins à une vitesse de 4 nœuds sous la surface. La profondeur de plongée était de 75 mètres. La plongée durait 30 secondes. Ils avaient un équipage de 44 personnes et possédaient d’excellentes capacités de navigation.

## Construction
Douze unités de cette classe ont été construites par les chantiers allemands Germaniawerft à Kiel, AG Weser à Brême et Kaiserliche Werft Danzig à Dantzig. Seuls deux sous-marins étaient achevés à la fin de la guerre. La construction des autres était terminée à 80 à 90 %, mais elle a été annulée, et leurs moteurs Diesel ont été utilisés dans la construction de cargos.

## Liste des sous-marins de type U 127[2]
| Numéro | Constructeur             | Pose de la quille | Lancement        | Mise en service | Destin                                                                       |
| ------ | ------------------------ | ----------------- | ---------------- | --------------- | ---------------------------------------------------------------------------- |
| U-127  | Germaniawerft, Kiel      | 1916              | 8 janvier 1919   | –               | construction annulée, mis au rebut                                           |
| U-128  | Germaniawerft, Kiel      | 1916              | 1918             | –               | construction annulée, mis au rebut                                           |
| U-129  | Germaniawerft, Kiel      | 1916              | 1918             | –               | construction annulée, mis au rebut                                           |
| U-130  | Germaniawerft, Kiel      | 1916              | 1918             | –               | construction annulée, mis au rebut                                           |
| U-131  | AG Weser, Brême          | 1916              | 1918             | –               | construction annulée, mis au rebut                                           |
| U-132  | AG Weser, Brême          | 1916              | 1918             | –               | construction annulée, mis au rebut                                           |
| U-133  | AG Weser, Brême          | 1916              | 1918             | –               | construction annulée, mis au rebut                                           |
| U-134  | AG Weser, Brême          | 1916              | 1918             | –               | construction annulée, mis au rebut                                           |
| U-135  | Kaiserliche Werft Danzig | 1916              | 8 septembre 1917 | juin 1918       | remis au Royaume-Uni en 1918, coule en route vers le chantier de démolition. |
| U-136  | Kaiserliche Werft Danzig | 1916              | 7 novembre 1917  | août 1918       | remis à la France en 1919, mis au rebut.                                     |
| U-137  | Kaiserliche Werft Danzig | 1916              | 8 janvier 1918   | –               | construction annulée, mis au rebut                                           |
| U-138  | Kaiserliche Werft Danzig | 1916              | 26 mars 1918     | –               | construction annulée, mis au rebut                                           |